# Medaille für die Teilnahme an den bewaffneten Kämpfen der deutschen Arbeiterklasse in den Jahren 1918 bis 1923
Die Medaille für Teilnahme an den bewaffneten Kämpfen der deutschen Arbeiterklasse in den Jahren 1918 bis 1923 (kurz Medaille für Teilnahme an den Kämpfen 1918 bis 1923 genannt) war eine staatliche Auszeichnung  der Deutschen Demokratischen Republik (DDR), welche in Form einer tragbaren Medaille verliehen wurde.

## Geschichte
Die Medaille wurde am 15. August 1957 durch den Ministerrat der DDR in einer Stufe gestiftet. Ihre Verleihung erfolgte nebst Urkunde einmalig an alle Personen, die an den bewaffneten Kämpfen der deutschen Arbeiterklasse gegen Reaktion und Militarismus, für Frieden, Demokratie und Sozialismus in den Jahren 1918 bis 1923 aktiv teilgenommen hatten oder die als aktive Kämpfer gegen den Ersten Weltkrieg gestanden und aufgetreten sind. Die damit ausgezeichneten Personen mussten ihre antireaktionäre und antifaschistische Gesinnung auch während der Zeit des Nationalsozialismus in Deutschland von 1933 bis 1945 beibehalten haben.

## Aussehen und Trageweise
Die versilberte Medaille mit einem Durchmesser von 32 mm zeigt auf ihrem Avers mittig ein Karabinergewehr, das von einer gestreckten Hand gehalten wird. An diesem Karabiner weht am oberen Teil die rote Fahne der Arbeiterklasse. Umschlossen wird diese Symbolik von der Umschrift: KÄMPFER GEGEN DIE REAKTION (oben) und 1918 - 1923 (unten). Das Revers der Medaille zeigte dagegen mittig das Staatswappen der DDR umgeben von der Umschrift: FÜR FREIHEIT FRIEDEN UND SOZIALISMUS. Getragen wurde die Medaille an der linken oberen Brustseite an einer 28 mm breiten rot bezogenen Spange. Die Interimspange war von gleicher Beschaffenheit, zeigte aber mittig das weiß eingewebte Datum 1918–1923.